# Campo de Kosovo
Campo de Kosovo (albanés: Fusha e Kosovës; serbio: Косово поље, romanizado: Kosovo polje, literalmente 'Campo de mirlos') es un gran Poljé, ubicado en la parte media de Kosovo. Es principalmente conocido por ser el lugar de la Batalla de Kosovo (1389) entre la Alianza Balcánica liderada por Lazar de Serbia y los ejércitos Otomanos liderados por Murad I, y muchas otras batallas.

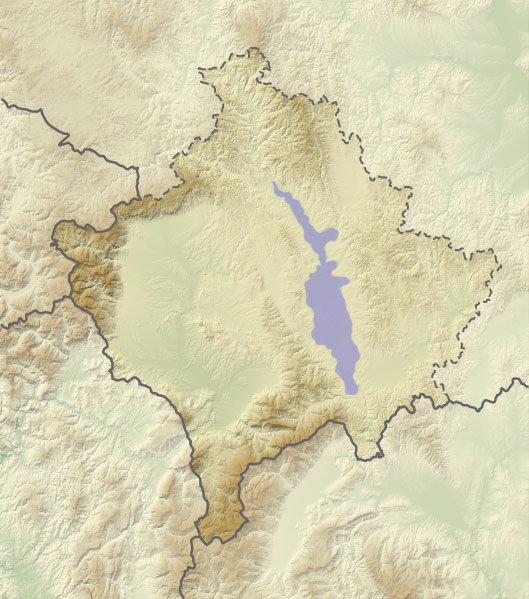
Región del Campo de Kosovo

## Geografía
El gran campo kárstico está dirigido de noroeste a sur. La llanura se extiende desde Mitrovica hacia el sur, incluyendo Obiliq, Kosovo Polje (que se encuentra en el centro), Lipjan y casi hasta Kaçanik. La región de Kosovo se extiende aproximadamente desde Ferizaj hasta Vushtrri.
Está situado entre 500 y 600 m sobre el nivel del mar.
En la parte central, al oeste, se encuentra el valle de Drenica.

## Historia

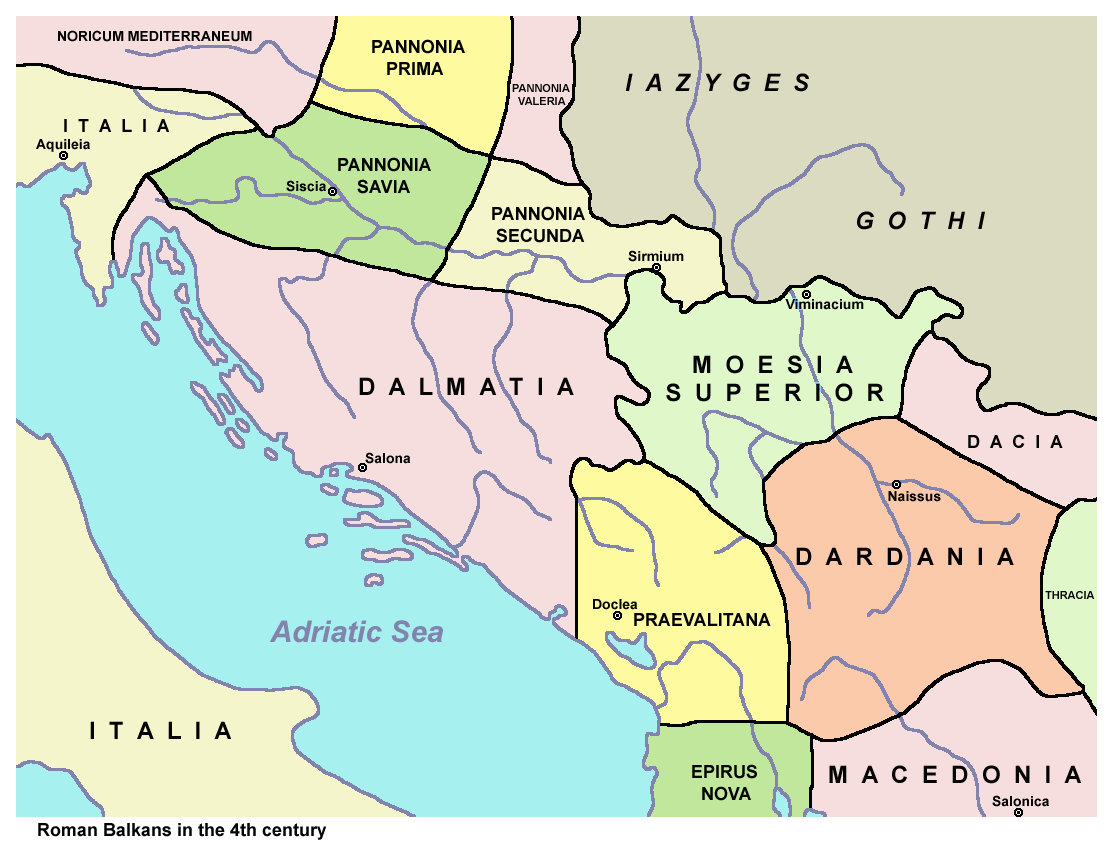
El campo de Kosovo estaba en la provincia de Dardania.

La región fue un centro económico del temprano Imperio Romano de Oriente en la provincia de Dardania. Praevalitana (la región antes del valle), una provincia que limitaba con Dardania recibió su nombre por el hecho de que estaba ubicada directamente al oeste del campo. Una referencia al campo puede aparecer en el culto cristiano primitivo de Florus y Laurus del siglo IV d. C., que no se registró antes del siglo VI d. C. En la versión registrada en Constantinopla, la ubicación geográfica de Ulpiana, que era un asentamiento en el campo de Kosovo, se describe en griego como Eucharis Koilas (el Valle Gracioso).
El campo de Kosovo fue el lugar de la Batalla de Kosovo en junio de 1389, el campo de batalla al noroeste de Prishtina donde un ejército liderado por el Príncipe Lazar de Serbia luchó contra el ejército otomano.
Es por este campo, y la batalla, que se nombra la región de Kosovo y el Kosovo contemporáneo, y a su vez el Kosovo histórico Vilayet y el Kosovo yugoslavo y Metohija. La moderna ciudad de Fushë Kosovë también lleva el nombre del campo.
El gobernante serbio Esteban Lazarević (1389-1427) erigió una columna de mármol con inscripciones en el campo, en memoria de su padre.
La Segunda Batalla de Kosovo se libró entre el Imperio otomano y el Reino de Hungría en 1448.
El censo fiscal catastral otomano (defter) de 1455 en el distrito de Branković tuvo lugar en el campo de Kosovo, que se encuentra en una parte del este de Kosovo.

### Historia moderna
En 1877, el Valiato de Kosovo fue establecido por el Imperio Otomano una división administrativa de primer nivel. Esta zona incluía la mayor parte del Kosovo moderno(Serbia).
En 1912-13 el Reino de Serbia (Serbia en las guerras de los Balcanes) conquistó Vilayet.
Durante la Primera Guerra Mundial, el ejército del Reino de Serbia se retiró a la llanura de Kosovo en noviembre de 1915. Luego, bajo ataque de ambos lados,  el ejército se retiró a través de las montañas hacia Albania.
El Reino de Yugoslavia (1918-1941) controló el campo de Kosovo y sus residentes.
Kosovo y Voivodina, otra antigua región autónoma de Serbia, tenían un estatus prácticamente comparable al de las otras seis repúblicas yugoslavas según las revisiones constitucionales realizadas en 1971. A las provincias se les concedió la oportunidad de crear sus propias constituciones y se les concedió el mismo estatus bajo una nueva constitución yugoslava que fue adoptada en 1974.
Cuando Slobodan Milošević llegó al poder en 1989, se eliminó la autonomía de las provincias y Belgrado obtuvo el control político. Así, la República Federativa Socialista de Yugoslavia (finalizada en 1992) y la República Federativa de Yugoslavia (su sucesora en la desintegración de Yugoslavia) gestionaron Kosovo hasta la Guerra de Kosovo en 1998-1999, al término de la cual las fuerzas de Milosevic abandonaron el país. El campo y la región fueron supervisados por la ONU con la instalación de un gobierno interino.

Serie animada de mapas que muestran la desintegración de Yugoslavia desde 1989 hasta 2008. Los colores representan las diferentes áreas de control.

Durante la guerra, el Ejército de Liberación de Kosovo y las fuerzas de la República Federativa de Yugoslavia lucharon activamente en la región, especialmente en las zonas donde residían muchos albaneses.
En el siglo XXI, se han hecho planes para establecer múltiples minas de carbón alrededor del campo de Kosovo.

## Enlace Externo
- Esta obra contiene una traducción  derivada de «Kosovo field» de Wikipedia en inglés, publicada por sus editores bajo la Licencia de documentación libre de GNU y la Licencia Creative Commons Atribución-CompartirIgual 4.0 Internacional.